# Tirslundstenen
La Tirslundstenen (la « Pierre du bosquet de Týr » en français) est le nom d'une formation rocheuse située près de la commune de Brørup, dans le Jutland, au Danemark.
C'est le deuxième plus grand bloc erratique du Danemark.

## Situation
La roche se trouve dans une clairière située à environ quatre kilomètres à l'ouest de Brørup, dans le département de Ribe ; elle se dresse à proximité d'une route de campagne appelée Tirslundvej.

## Description
Il s'agit d'un bloc erratique composé de granite datant de la période glaciaire. Il a une hauteur de 3,50 m et une circonférence de 16 m.

## Histoire
Une légende populaire raconte qu'au Xe siècle, le roi Harald Ier de Danemark voulait utiliser ce bloc erratique comme pierre tombale pour le tumulus de ses parents Gorm et Thyra à Jelling ; la pierre fut placée sur un grand traîneau de fer mais le déclenchement d'une guerre obligea Harald à abandonner la pierre sur place.